# 加尔法尼亚纳堡
加尔法尼亚纳堡（義大利語：Castiglione di Garfagnana）是意大利卢卡省的一个市镇。总面积48.63平方公里，人口1896人，人口密度39.0人/平方公里（2009年）。ISTAT代码为046010。